# Ascochyta dahliicola
Ascochyta dahliicola är en svampart som först beskrevs av Brunaud, och fick sitt nu gällande namn av Franz Petrak 1927. Ascochyta dahliicola ingår i släktet Ascochyta, ordningen Pleosporales, klassen Dothideomycetes, divisionen sporsäcksvampar och riket svampar.   Inga underarter finns listade i Catalogue of Life.